# Реформи Темпо
Реформи Темпо (яп. 天保の改革, てんぽうのかいかく, темпо но кайкаку) — назва курсу соціально-економічних перетворень в Японії, що здійснювалися протягом 1841—1843 років під проводом голови центрального уряду Мідзуно Тадакуні. Названі за девізом Імператорського правління «Темпо» (1830—1844). Разом із «реформами Кьохо» (1716 — 1745) та «реформами Кансей» (1787—1793) відносяться до трьох найбільших реформаторських курсів періоду Едо.

## Короткі відомості
Мідзуно Тадакуні очолив сьоґунатський уряд в умовах, коли японське суспільство перебувало в глибокій кризі після голоду Темпо, повстання Ошіо Хейхачіро та появи іноземних кораблів у водах Японського моря. Він почав проводити реформи, взявши за взірець перетворення років Кьохо і Кансей. Мідзуно заохочував заощадливість, сприяв викоріненню асоціальних звичаїв та практик, повертав селян з міст до сіл, розпускав картелі купців-монополістів кабунакама, конфісковував землі хатамото і даймьо в околицях Едо та Осаки в обмін на землі в провінції. Проти такого суворого курсу постійно виступали чиновники центрального уряду та населення, тому реформи були згорнуті за два роки.
- 1841 (12 рік Темпо): прийнято постанову про розпуск кабунакама.
- 1842 (13 рік Темпо):

- прийнято постанову про примусове зниження цін.
- оновлено наказ про обов'язковий напад на іноземні кораблі, які наближатимуться до японських берегів.
- вилучено і спалено картини художників Рютея Танехіко та Таменаґи Сюнсуя; введення суворої заборони на порнографічну продукцію.

- 1843 (13 рік Темпо):

- здійснено опис населення, в ході якого селяни, що проживали в містах, були повернені до сіл.
- відновлено рекультивацію болота Інба.
- оголошено «Закони про конфіскацію наділів»; проведено вилучення земель хатамото і даймьо в околицях Едо та Осаки.